# Cargo (film, 2019)
Pour les articles homonymes, voir Cargo (homonymie).
Pour plus de détails, voir Fiche technique et Distribution.
Cargo est un film de science-fiction indien, en hindi, écrit et réalisé par Arati Kadav,. Le film a été produit par Arati Kadav, Shlok Sharma, Navin Shetty et Anurag Kashyap. Avec Vikrant Massey et Shweta Tripathi dans les rôles principaux, le film se déroule sur un vaisseau spatial nommé Pushpak 634A, où un démon, Prahastha, travaille pour les services de transition après la mort avec l'aide d'une astronaute, où les morts sont recyclés pour subir une renaissance,.
Cargo est sorti au Mumbai Film Festival de 2019, sous le feu des projecteurs,. Le film est ensuite sorti sur Netflix le 9 septembre 2020.

## Distribution
- Vikrant Massey : Prahastha
- Shweta Tripathi : Yuvishka Shekhar
- Nandu Madhav : Nitigya
- Konkana Sen Sharma : Mandakini (en apparition spéciale)
- Ritwik Bhowmik : Cargo
- Rohan Shah (en tant que caméo)
- Biswapati Sarkar : Ramchandra Negi

## Production
L'idée de Cargo est venue à la réalisatrice Arati Kadav en 2017, après avoir travaillé sur la pré-production d'un film pendant 6 mois avant qu'il ne soit mis en suspens. Après s'être fâchée face à la situation, Kadav a commencé à écrire un autre scénario et au bout de 2 à 3 mois, elle a développé une idée. Cargo est le sixième film écrit par Kadav, qui a déjà réalisé des courts-métrages tels que Time Machine. Afin de gérer le budget du film, Kadav a décidé de faire un film dans un environnement minimal. Elle a écrit une histoire de science-fiction se déroulant dans un vaisseau spatial qui s'inspirait également de la mythologie indienne, ressemblant également à la vie et à la mort. Kadav a décidé de présenter dans le film de la technologie pas très avancée des années 1980. Elle a dit : « Je ne voulais pas que la technologie soit intimidante mais plus attachante ».
Kadav prévoyait de faire un film avec Phantom Films, mais le studio de production a été dissous et le projet a été abandonné. Cependant, ses fondateurs, Anurag Kashyap et Vikramaditya Motwane, ont décidé de soutenir Cargo. Kadav a cité l'auteur de brèves argentines Jorge Luis Borges et l'écrivain de science-fiction Ted Chiang comme étant ses inspirations pour l'histoire. Elle a déclaré : « La science-fiction orientale est plus accessible car elle correspond à la culture indienne dans son milieu et ses valeurs. »  Massey a estimé que l'histoire était « abstraite et magnifique », mentionnant en outre : « J'ai dû lire le scénario en détail pour [déchiffrer] ce qu'elle disait. Cela m'a stupéfait, et c'est là que j'ai su que je devais faire ce film ».
Le film a été tourné dans un vaisseau spatial pendant 27 jours. Il y avait deux ensembles de vaisseaux spatiaux pour les tournages intérieurs et extérieurs. Le film a également été tourné en extérieur pendant près de 10 jours. Le tournage s'est ainsi terminé en novembre 2018. La conception du vaisseau spatial a été inspirée de l'un des bio-mécanismes de la méduse. La musique du film a été composée par Shezan Shaikh.

## Accueil
Pradeep Menon, de Firstpost, a écrit : « Une histoire philosophique, une comédie noire et un film spatial à petit budget tout en un, Cargo est l'un de ces films étranges qui continueront sans aucun doute à développer un petit culte au fil du temps ».
Tipu Sultan, de HuffPost, a déclaré que « le vrai succès de Kadav réside dans la façon dont elle enveloppe tout cela, sous le couvert d'une comédie, et sert un film diaboliquement hilarant et divertissant à souhait ».
Eric Kohn, d'IndieWire, a noté : « Bien que Cargo stagne sur l'intrigue, il excelle dans la vision et augure bien pour le potentiel d'un cinéaste capable d'innover dans des limites familières ». Peter Debruge, de Variety, a déclaré que Kadav « fait preuve de créativité et d'un don pour la construction du monde dans cette improbable fable de science-fiction, qui réinvente la réincarnation de manière ludique ».
Rahul Desai, critique de cinéma de Film Companion, déclare : « Ce film est à la fois réel et irréel, et la dissonance visuelle ajoute à la façon dont Cargo - et son bon mariage du passé et du futur - espère être perçu ». 